# Nossa Senhora da Graça dos Degolados

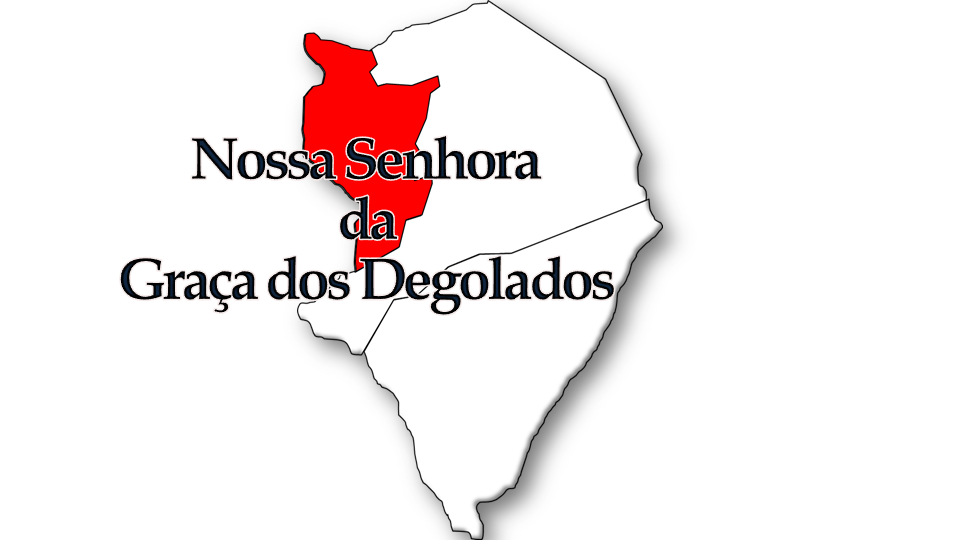
Localização da Freguesia de Nossa Senhora da Graça dos Degolados no Município de Campo Maior

A Freguesia de Nossa Senhora da Graça dos Degolados é uma freguesia portuguesa que tem por sede a povoação de Degolados do Município de Campo Maior, freguesia com 35,75 km² de área e 646 habitantes (censo de 2021), tendo, por isso, uma densidade populacional de 18,1 hab./km².

## Demografia
No censo de 1864 figura "Degolados" e de 1878 a 1930 designa-se por "Degolados (Nossa Senhora da Graça)". Nos censos de 1864 a 1920 fazia parte do concelho de Arronches, passando para o actual concelho (atual município) pelo decreto nº 12.758, de 06/12/1926. Por este mesmo decreto foram desanexados lugares desta freguesia e incluídos na de S. Bartolomeu, que foi extinta pelo decreto lei nº 27.424, de 31/12/1936, e incorporada na freguesia de Assunção, do concelho de Arronches. Pelo decreto lei nº 27.424, de 31/12/1936, passou a ter a atual designação. (Fonte: INE)
A população registada nos censos foi:
| Distribuição da População por Grupos Etários | Distribuição da População por Grupos Etários | Distribuição da População por Grupos Etários | Distribuição da População por Grupos Etários | Distribuição da População por Grupos Etários |
| -------------------------------------------- | -------------------------------------------- | -------------------------------------------- | -------------------------------------------- | -------------------------------------------- |
| Ano                                          | 0-14 Anos                                    | 15-24 Anos                                   | 25-64 Anos                                   | > 65 Anos                                    |
| 2001                                         | 93                                           | 70                                           | 247                                          | 126                                          |
| 2011                                         | 76                                           | 69                                           | 303                                          | 139                                          |
| 2021                                         | 108                                          | 52                                           | 315                                          | 171                                          |

## História
Segundo reza a história, o surgimento do nome de Degolados está associado a um “Ribeiro de Degolados” (atualmente Ribeiro das Hortas).

## As primeiras casas
A primeira casa a construir-se, calcula-se que tenha sido no início do século XVI; registos de 1538, dão conta da existência de um monte, que dava por seu nome “Herdade de Degolados”; em 1591 surge o primeiro aglomerado de casas e a consequente fixação de moradores. Começou a ser reconhecida instituição autónoma no século XVII pertencente então, ao concelho de Arronches.
Entre 1640-1668, passou por grandes obstáculos, a região do nordeste alentejano foi duramente castigada, em consequência da Guerra da Restauração; atingiu fortemente as vizinhas povoações amuralhadas e muito mais foram os danos nos pequenos lugares e herdades indefesas espalhadas pela área fronteiriça, como é o caso de Degolados.
Em 1700 reinicia-se um processo de crescimento. Em 1758 já existiam 42 fogos e cerca de 170-180 habitantes, sendo a maior parte dos residentes naturais de outras povoações. A partir desta data, fruto da necessidade de reparar as lavouras devastadas pela guerra, e a necessidade de repovoar a região fronteiriça abandonada por grande parte dos seus habitantes durante o conflito de quase trinta anos, famílias vindas de outras regiões do país (oriundas de Campo Maior, Ouguela, S. Vicente, Elvas, Arronches, Mosteiros, Fortios, Albuquerque, Castelo de Vide e inclusive pertencentes ao distrito de Castelo Branco e Viseu), fixaram-se em Degolados.
Indivíduos identificados como moradores de Degolados, com parte substancial a residir nas herdades situadas na área da freguesia, empregados nos trabalhos braçais da agricultura, a troco de míseros proveitos, nos grandes latifúndios. Os “ratinhos”, vindos das regiões da Beira Interior, vinham a título temporário para as actividades sazonais da agricultura (apanha da azeitona, ceifa do trigo), iam-se deixando ficar por cá até que ficavam definitivamente.
Degolados pertenceu ao concelho de Arronches, em setembro de 1895 passou a fazer parte do concelho de Campo Maior, tendo passado novamente para o de Arronches em janeiro de 1898, e finalmente mudou para o de Campo Maior a 6 de Dezembro de 1926.

## A Exploração Mineira
Outro dos factos marcantes que evidenciaram esta povoação, foi a passagem dos “romanos”, nos primórdios do século XII, onde deixaram vestígios da sua passagem (pontes, pavimentos em mosaico, forno em olaria, entre outros). A sua passagem por estas zonas devia-se ao facto da procura de minas de cobre e ferro, que segundo provas ainda hoje visíveis, mostra que a zona de Degolados é rica neste potencial, temos como referência as “Minas da Tinoca” e “Monte Alto”. Degolados, já nesse tempo era ponto de referência para os romanos, que vindos de terras espanholas (Mérida), passavam por esta zona, utilizando uma via romana que ainda hoje é visível, que dá por seu nome a “Estrada do Alicerce”.
A exploração mineira nesta zona teve uma importância económica fundamental para Degolados, não só em termos de vencimentos como também gerou a criação de empregos. Foi lugar de trabalho e residência e fonte de subsistência de centenas de trabalhadores durante várias décadas.

## Imagens

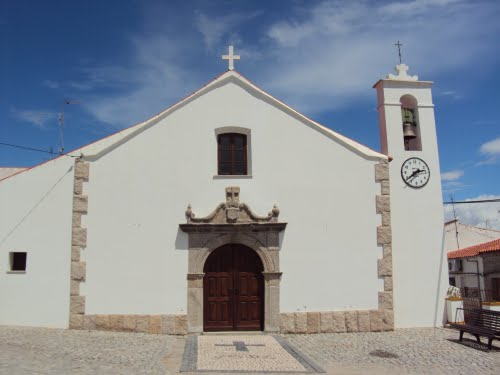
Igreja de Nossa Srª da Graça dos Degolados

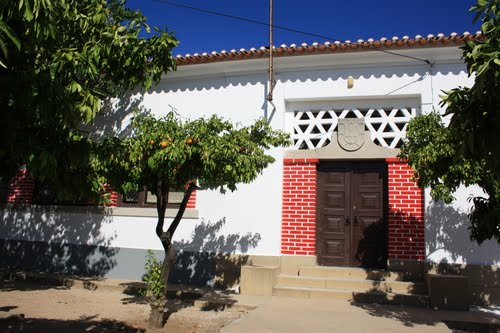
Escola Primária em Degolados.